# Samoa en los Juegos Olímpicos de Los Ángeles 1984
Samoa estuvo representada en los Juegos Olímpicos de Los Ángeles 1984 por ocho deportistas masculinos que compitieron en tres deportes.
El portador de la bandera en la ceremonia de apertura fue el boxeador Apelu Ioane. El equipo olímpico samoano no obtuvo ninguna medalla en estos Juegos.